# 中都镇 (屏山县)
中都镇，是中华人民共和国四川省宜宾市屏山县下辖的一个乡镇级行政单位。2019年8月，撤销太平乡，将其所属行政区域划归中都镇管辖。

## 行政区划
中都镇下辖以下地区：
新街社区、民义村、宏安村、笑和村、大田村、南向村、黄格村、高峰村、筒车村、新都村、新权村、永兴村、李家坝村、新坪村、白塔村、黎明村、会龙村、民建村、双河村、建立村、新中村、龙利村、雪花村、插花村和永福村、春风村、龙堂村、龙山村、前哨村、宝山村、易子村、火星村、通林村、小坪村、丰收村、大池村、中和村、庆庄村和小坝村。